# Villalgordo del Marquesado
Villalgordo del Marquesado ist eine Gemeinde (municipio) und ein Dorf mit 64 Einwohnern (Stand: 2024) in der Provinz Cuenca in der Autonomen Region Kastilien-La Mancha. 

## Lage
Villalgordo del Marquesado liegt etwa 59 Kilometer südsüdwestlich von Cuenca in einer Höhe von ca. 865 m. 

## Bevölkerungsentwicklung
| 1970 | 1981 | 1991 | 2001 | 2011 | 2021 |
| ---- | ---- | ---- | ---- | ---- | ---- |
| 286  | 231  | 187  | 115  | 101  | 73   |

## Sehenswürdigkeiten

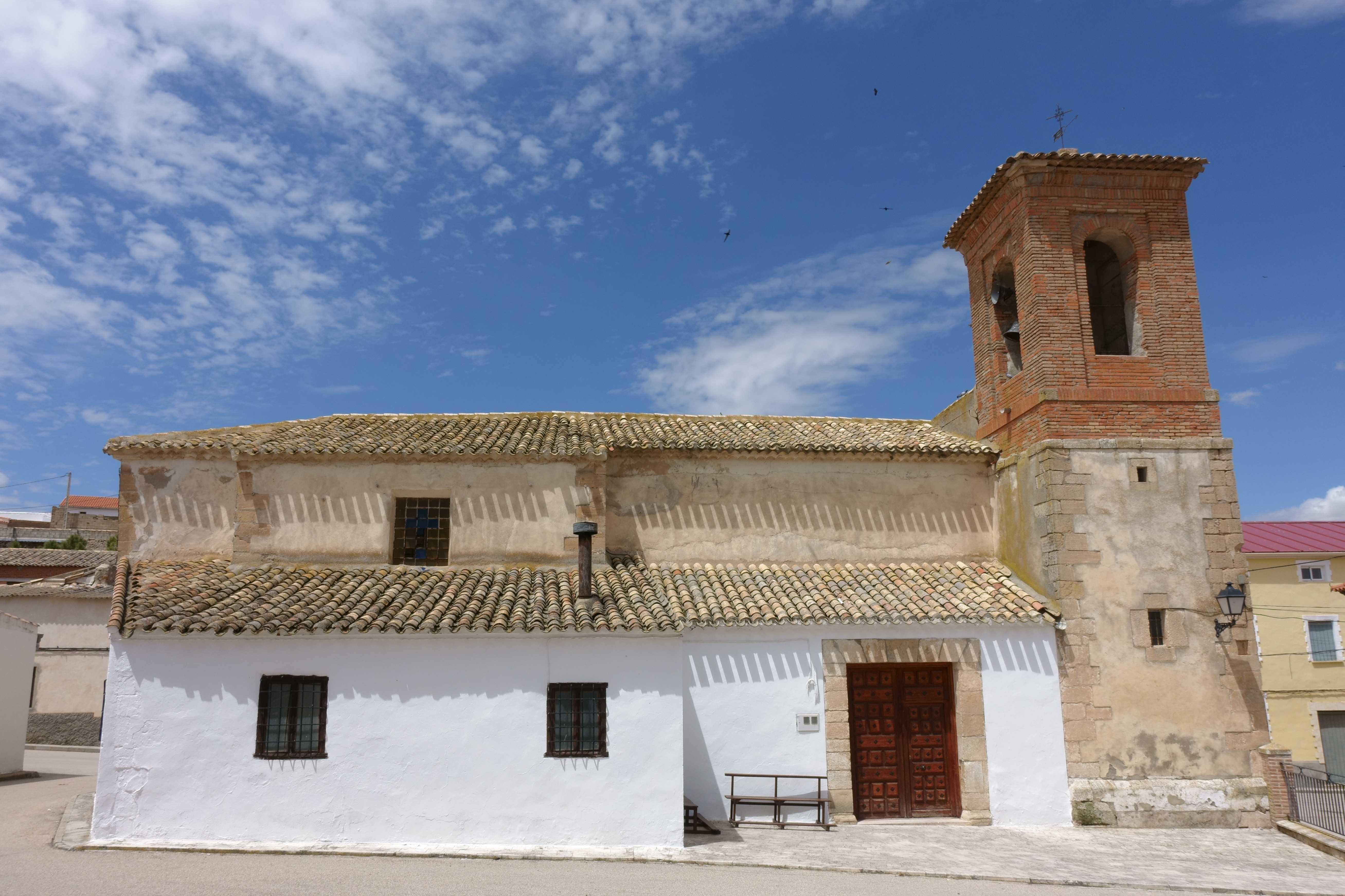
Marienkirche
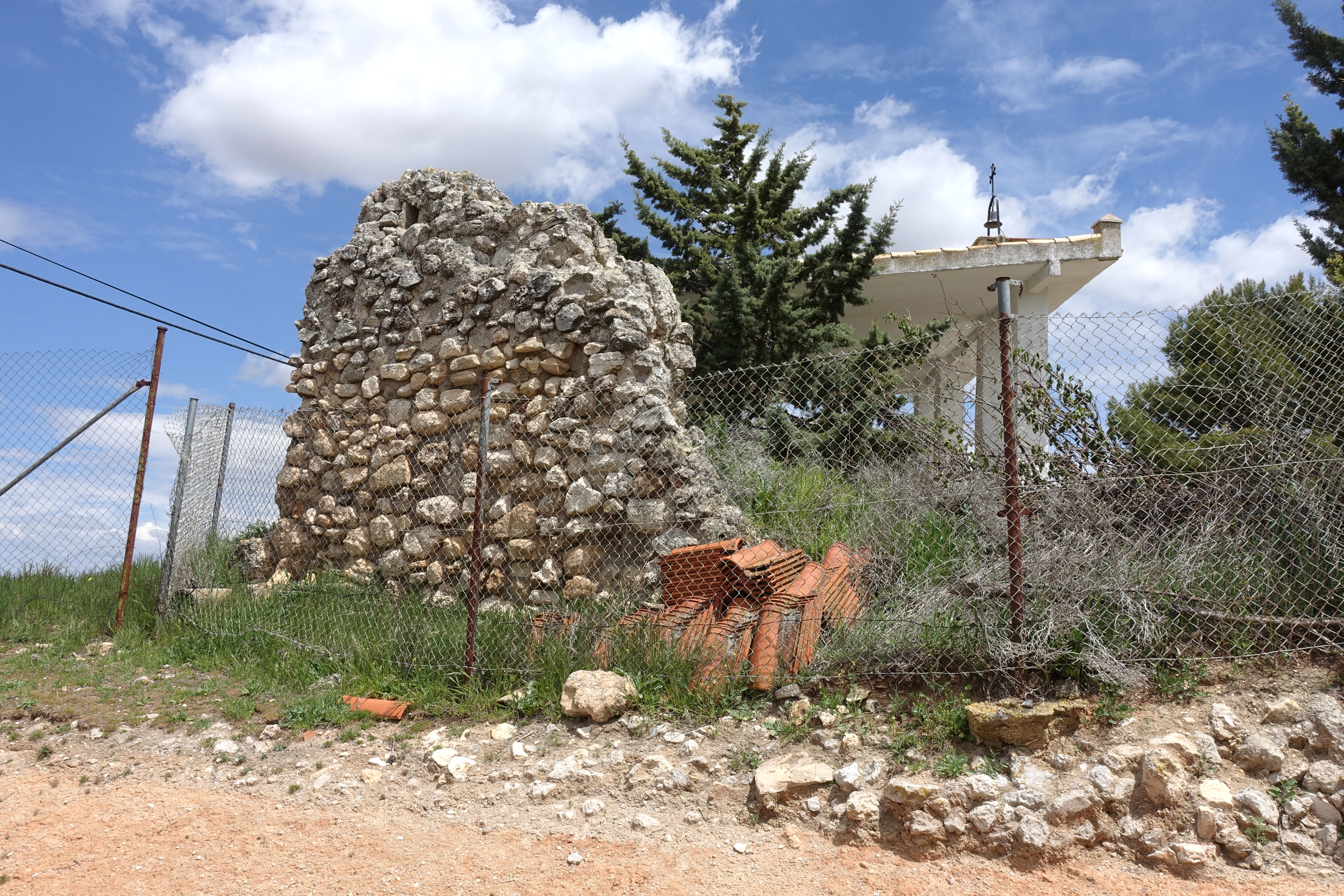
Ruine der Isidorkapelle
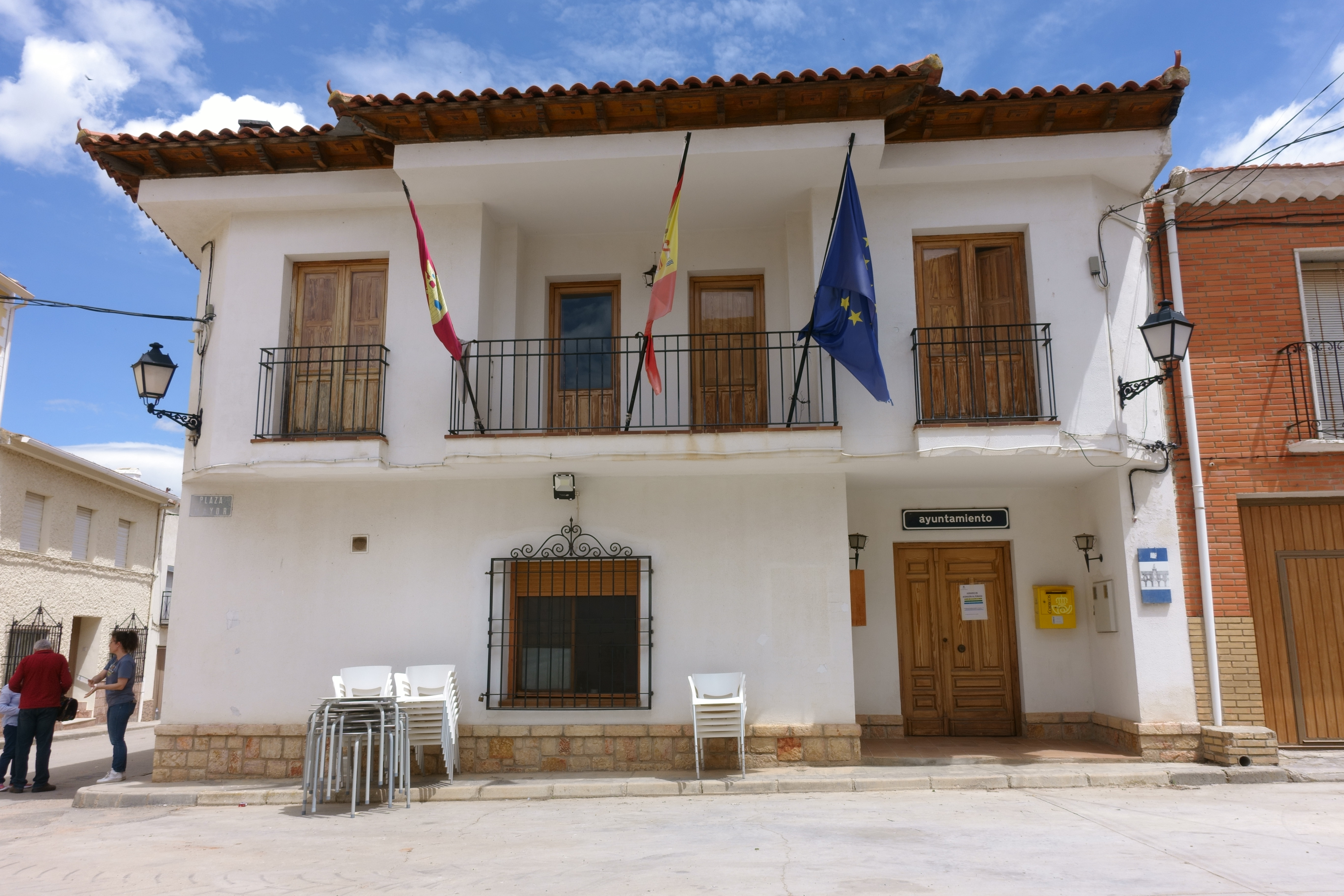
Rathaus

- Marienkirche
- Ruine der Isidorkapelle
- Rathaus